# 西戶崎站

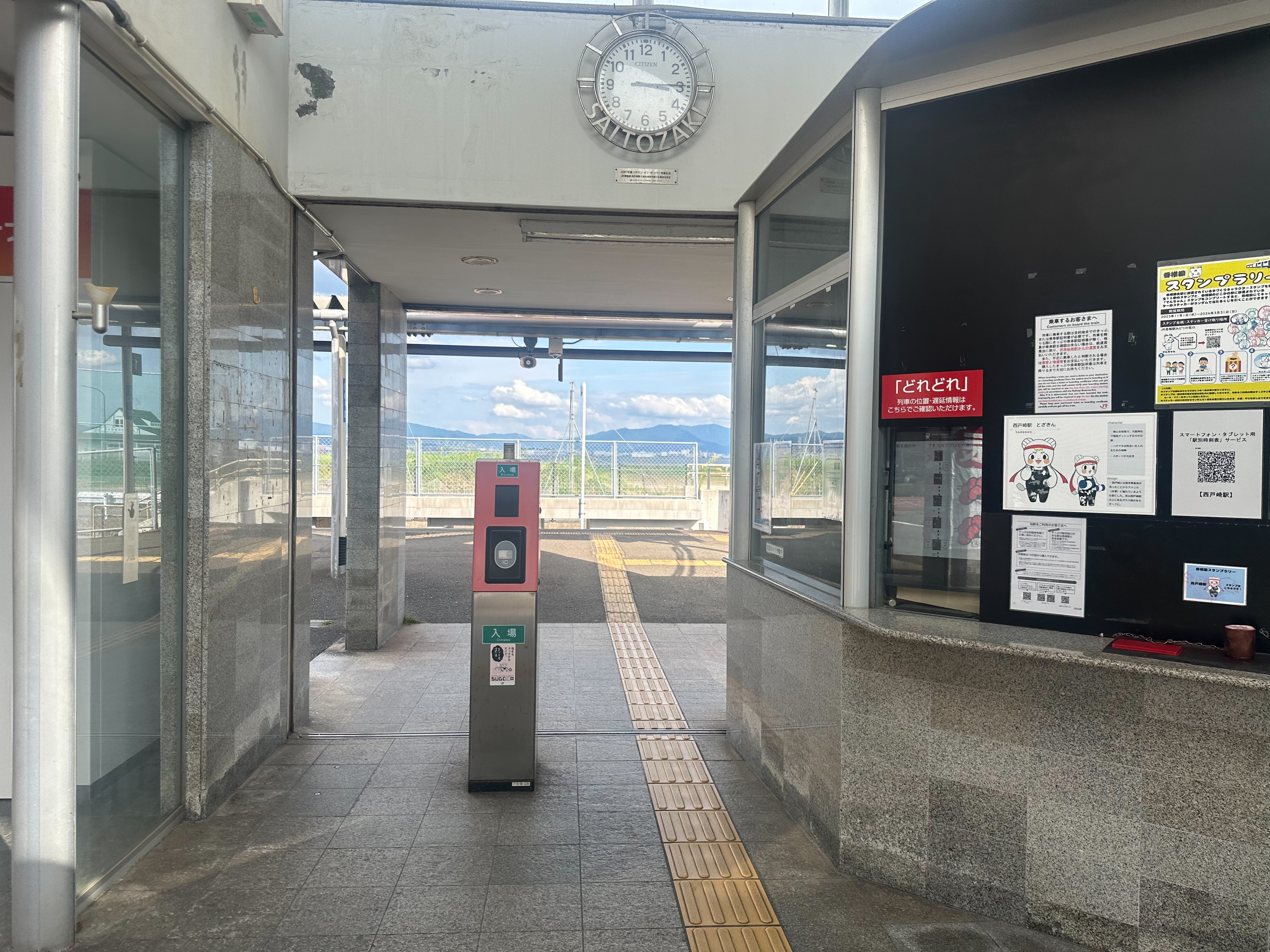
驗票口（2024年9月）

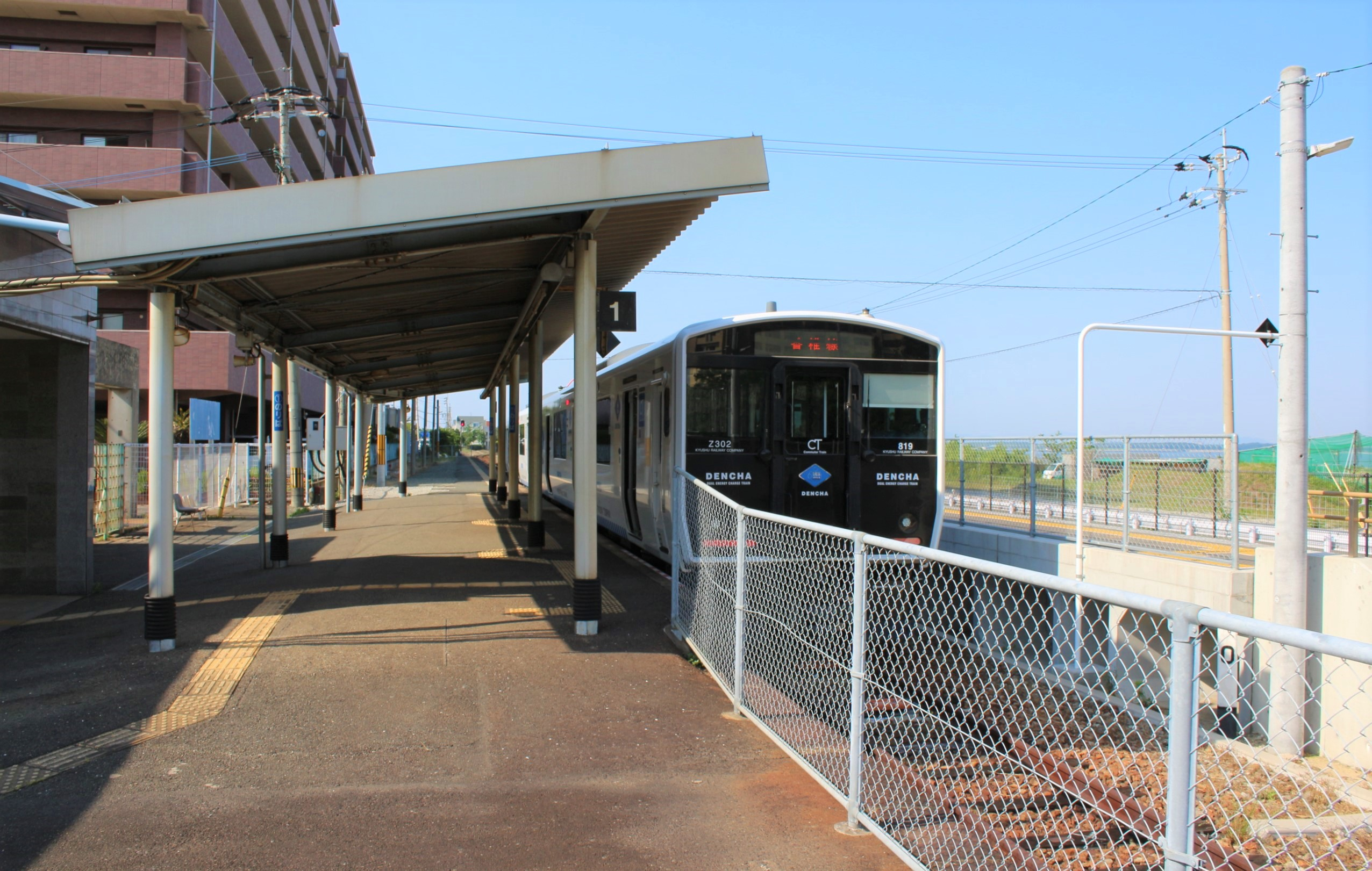
月台（2021年5月）

西戶崎站（日语：／ Saitozaki eki */?）是位於福岡縣福岡市東區西戶崎，屬於九州旅客鐵道（JR九州）的香椎線車站。本站是香椎線的起點站，車站編號為JD01。

## 歷史
- 1904年（明治37年）1月1日 - 博多灣鐵道（日语：博多湾鉄道）（在1920年改名為博多灣鐵道汽船（日语：博多湾鉄道汽船））車站啟用[1]。
- 1942年（昭和17年）9月22日 - 博多湾鐵道汽船被西日本鐵道合併[3][4]，成為該公司糟屋線車站。
- 1944年（昭和19年）5月1日 - 西日本鐵道西戶崎站至宇美站之間在戰時被國有化，成為運輸通信省（後來為日本國有鐵道）香椎線車站[5]。
- 1948年（昭和23年）10月 - 車站大樓翻新[6]。
- 1984年（昭和59年）2月1日 - 終止貨物起卸業務[7]。
- 1987年（昭和62年）4月1日 - 伴隨國鐵分割民營化，車站由九州旅客鐵道（JR九州）營運[8][9][10]。
- 1996年（平成8年）3月29日 - 現時車站大樓翻新[6][11]。
- 2009年（平成21年）3月1日 - 此站開始可以使用IC卡「SUGOCA」[12]。
- 2015年（平成27年）3月14日 - 引入車站集中管理系統（Smart Support Station）（日语：駅集中管理システム）「ANSWER」後成為無人車站[13]。

## 車站構造

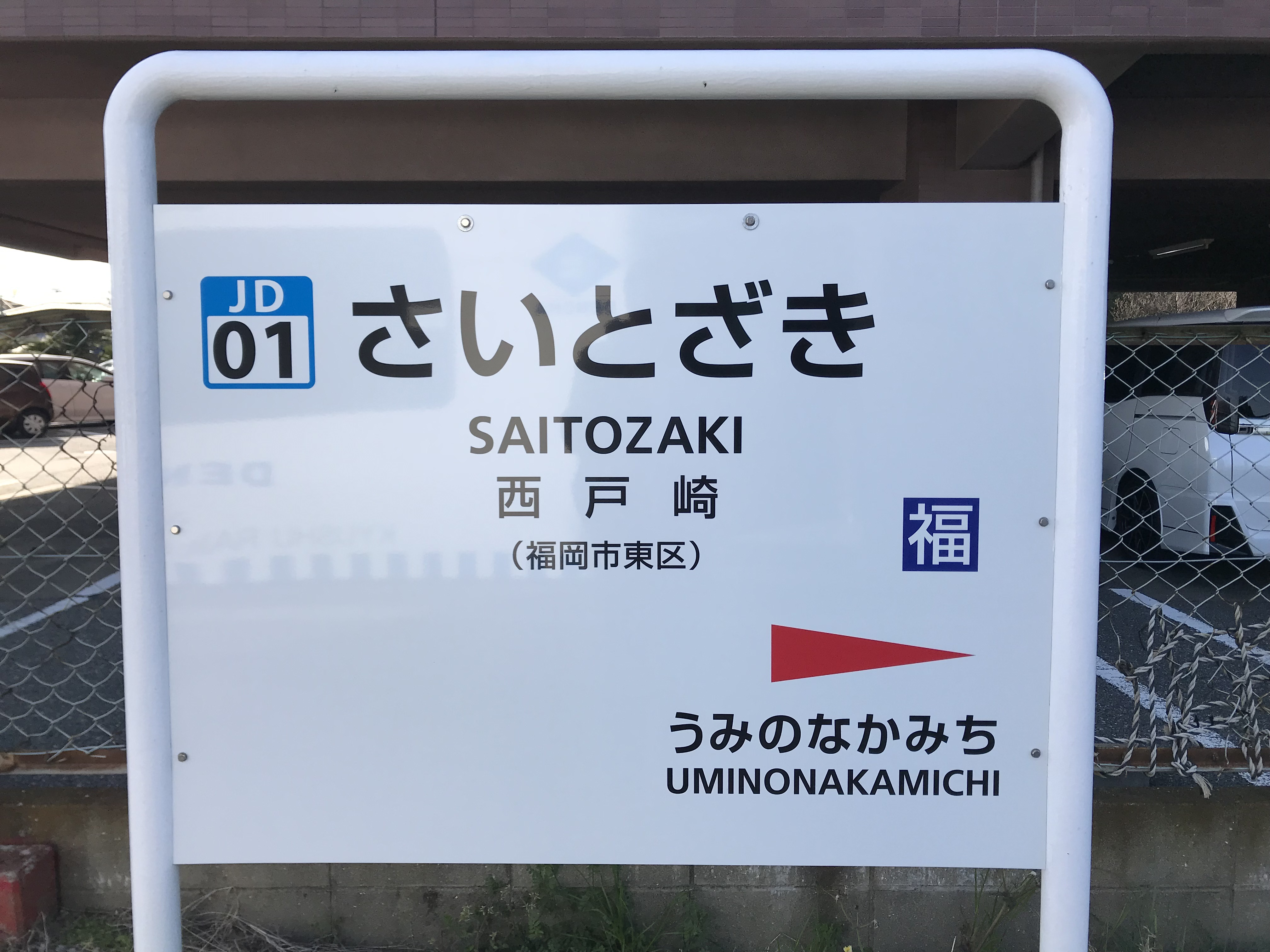
站名牌（2019年3月）

此站是地面車站與無人車站，設有2面2線的單式月台。大部分列車使用1號月台，小部分列車使用2號月台。此站的站房為一座鋼筋混凝土建築物，總樓面積為135平方米。全玻璃和總建築費5000萬日圓，全數由JR九州負擔。
此站可使用SUGOCA，同時可購買IC卡和為IC卡增值。此站在發生異常時設有遠端資訊服務，在香椎線無人化時則加設對講機。

### 月台
| 月台 | 路線   | 方向                   |
| ---- | ------ | ---------------------- |
| 1、2 | 香椎線 | 香椎、長者原、宇美方向 |

## 使用狀況
在2019年（令和元年）度，1日平均乘車人次為781人，在JR九州車站排名920名，在JR九州車站排名第177位。
以下為近年1日平均乘車人次列表。
| 年度               | 1日平均 乘車人次 |
| ------------------ | ---------------- |
| 2016年（平成28年） | 838              |
| 2017年（平成29年） | 891              |
| 2018年（平成30年） | 917              |
| 2019年（令和元年） | 920              |

## 車站周邊
站前設有小規模商店，近年來，設有一些度假公寓。
- 福岡市營渡船（日语：福岡市営渡船） 西戶崎旅客候車室
- 海之中道海濱公園
- 志賀島 - 在此站轉乘巴士[19]。
- 西戶崎海濱鄉村俱樂部（日语：西戸崎シーサイドカントリークラブ）
- 福岡軟銀鷹舊合宿所、舊室內練習場 - 在2016年遷移至筑後市後關閉，現時建築物仍然存在。
- 日本石油網絡福岡油槽所
- 乘馬Club Crane福岡
- 福岡碼頭
- 西戶崎創生園
- 西戶崎神社

## 巴士路線
西戶崎站前（站內）
- 1：大岳、志賀島小學前、勝馬方向

西戸崎站前巴士站
- 21A・21B：大岳、志賀島小學前方向
- 21A・21B：和白（日语：和白）、香椎、天神方向
- 1：前往西戶崎站前（站內）

## 相鄰車站
九州旅客鐵道（JR九州）
香椎線
西戶崎（JD01）－海之中道（JD02）

## 注腳
1. 1 2  《糟屋郡志》 名著出版，1972年5月。
2. ↑  “ JR九州の駅半数無人化、新たに8路線20駅”. 讀賣新聞(讀賣新聞社). (2015年3月7日)
3. ↑  宗像市史編纂委員會 《宗像市史 通史編 第三巻 近現代》 宗像市，1999年3月1日。
4. ↑  古賀町誌編委員會 《古賀町誌》 古賀町，1985年11月1日。
5. ↑  財團法人運輸調査局編 《日本国有鉄道版 日本陸運史料 第3巻 日本陸運十年史 戦時交通編》 Cress出版，1990年11月。
6. 1 2 3 4  . 交通新聞 (交通新聞社). 1996-03-27: 5 （日语）.
7. ↑  《停車場変遷大事典 国鉄・JR編》1998年 JTB
8. ↑  九州鉄道百年祭実行委員会・百年史編纂部会 (编).  初版. 九州旅客鉄道. 1988: 181 （日语）.
9. ↑  『交通年鑑 昭和63年版』 交通協力會，1988年3月。
10. ↑  今村都南雄 『民営化の效果と現実NTTとJR』 中央法規出版，1997年8月。ISBN 978-4805840863
11. 1 2  “JR西戸崎駅の新駅舎がオープン” 《西日本新聞》西日本新聞社，1996年3月30日朝刊，25面
12. ↑  . 交通新聞 (交通新聞社). 2009-03-03: 1 （日语）.
13. ↑   (PDF) (新闻稿). 九州旅客鉄道. 2014-12-22  [2020-02-07]. （原始内容存档 (PDF)于2019-01-20） （日语）.
14. ↑  http://www.jrkyushu.co.jp/railway/station/pdf/timetable/2019/2019_saitozaki_timetable.pdf%5B%5D
15. ↑  SUGOCA 利用可能エリア （页面存档备份，存于）（日語） 九州旅客鐵道，截至平成28年3月26日（2016年10月5日參閲）。
16. ↑  “無人化、新たに20駅 ダイヤ改定、14日から計32駅  JR九州”. 朝日新聞(朝日新聞社). (2015年3月7日)
17. 1 2   (PDF). 九州旅客鉄道.   [2020-12-26]. （原始内容存档 (PDF)于2020-08-24） （日语）.
18. ↑   (PDF). 九州旅客鉄道.   [2019-07-24]. （原始内容存档 (PDF)于2019-12-06） （日语）.
19. ↑  “志賀島に専用バス 西戸崎駅乗り入れ、観光振興に期待も”. 西日本新聞(西日本新聞社). (2015年4月2日)

## 外部連結
- 西戶崎（車站資訊） - 九州旅客鐵道